# Gene Morgan
Gene Morgan est un acteur américain né le 12 mars 1893 à Racine, Wisconsin (États-Unis), décédé le 13 août 1940 à Santa Monica (Californie).

## Filmographie
- 1926 : Good Cheer : First officer
- 1926 : The Fourth Alarm : Fireman
- 1926 : Telling Whoppers : Officer
- 1927 : La Bataille du siècle (The Battle of the Century) : Ring announcer
- 1928 : Pass the Gravy : Schultz's Son
- 1928 : Dumb Daddies
- 1928 : Came the Dawn
- 1928 : À la soupe (From Soup to Nuts) de Edgar Kennedy : un invité
- 1928 : Blow by Blow
- 1928 : La Minute de vérité (Their Purple Moment)
- 1928 : Imagine My Embarrassment
- 1928 : That Night
- 1928 : Do Gentlemen Snore?
- 1929 : Election Day : Officer
- 1930 : The Boss's Orders
- 1930 : Rogue of the Rio Grande : Mayor Seth Landport
- 1931 : Sous les verrous : Insurgent Convict
- 1931 : Anybody's Blonde : Stew, stage director
- 1931 : Neck and Neck
- 1931 : The Kick-Off! : Bit
- 1932 : Are You Listening? : Orchestra Leader
- 1932 : Cabaret de nuit (Night World) de Hobart Henley : Joe
- 1932 : Hook and Ladder (en) de Robert F. McGowan : Fireman
- 1932 : Histoire d'un amour (Back Street) de John M. Stahl : Reporter
- 1932 : Blonde Vénus : Ben Smith
- 1932 : Les Sans-soucis (Pack Up Your Troubles) : Police officer
- 1932 : False Faces : Master of Ceremonies
- 1932 : Tangled Destinies
- 1933 : Song of the Eagle (en) de Ralph Murphy : Charlie
- 1933 : Elmer, the Great : Noonan
- 1933 : Jennie Gerhardt de Marion Gering : Hotel clerk
- 1934 : 365 Nights in Hollywood : Fresh guy
- 1935 : Wings in the Dark : First Reporter
- 1935 : Les Hors-la-loi ('G' Men) : Lounger Outside Lunch Room
- 1935 : Men of the Hour : Walters
- 1935 : Alibi Ike : Smitty
- 1935 : Front Page Woman : Hartley, Reporter
- 1935 : We're in the Money : Club Royal Bandleader
- 1935 : Les Caprices de Suzanne (The Affair of Susan) de William A. Seiter : Bath House Attendant
- 1935 : Special Agent : Reporter
- 1935 : The Public Menace (en) d'Erle C. Kenton : Cox
- 1935 : She Couldn't Take It : District Attorney's man
- 1935 : Dr. Socrates (en) de William Dieterle : Photographer
- 1935 : Music Is Magic : Barker
- 1935 : Crime et Châtiment (Crime and Punishment) : Drunk
- 1935 : If You Could Only Cook : Al
- 1935 : The Lone Wolf Returns : Koster, henchman
- 1936 : Le vagabond dangereux (Dangerous Intrigue) de David Selman : Taxi Driver
- 1936 : You May Be Next : Ted Lene
- 1936 : La musique vient par ici (The Music Goes 'Round) de Victor Schertzinger : Nelson
- 1936 : Panic on the Air (en) : Dugan
- 1936 : L'Extravagant Mr. Deeds (Mr. Deeds Goes to Town) : Waiter
- 1936 : Devil's Squadron : Jim Barlow
- 1936 : And So They Were Married : Drunk
- 1936 : Counterfeit (en) : Gus
- 1936 : The Final Hour (en) de D. Ross Lederman : Gangster
- 1936 : Shakedown : Presto Mullins
- 1936 : Meet Nero Wolfe d'Herbert J. Biberman : Det. Lt. O'Grady
- 1936 : Blackmailer : Man at Race Track
- 1936 : Two-Fisted Gentleman : Porky
- 1936 : Alibi for Murder : Brainy
- 1936 : End of the Trail (en) d'Erle C. Kenton : Cheyenne
- 1936 : Come Closer, Folks (en) de D. Ross Lederman : Pitchman
- 1936 : Lady from Nowhere : Mike
- 1936 : Counterfeit Lady (en) de D. Ross Lederman : Clancy
- 1937 : Woman in Distress : 'Slug' Bemis
- 1937 : La Danseuse de San Diego (The Devil's Playground) : Orderly
- 1937 : When You're in Love : Dancer
- 1937 : Parole Racket : Mike 'Punchy' Woresky
- 1937 : Speed to Spare : Breakaway Wilson
- 1937 : Place aux jeunes (Make Way for Tomorrow) : Carlton Gorman
- 1937 : Venus Makes Trouble : Happy Hinkle
- 1937 : Girls Can Play : Pete
- 1937 : It's All Yours : Reporter
- 1937 : Community Sing: Series 1, No. 5 : Riverboat Captain / M.C.
- 1937 : Community Sing: Series 2, No. 1 : Master of Ceremonies
- 1937 : Counsel for Crime : Friday
- 1937 : Murder in Greenwich Village d'Albert S. Rogell : Henderson
- 1937 : All-American Sweetheart : Coach Dolan
- 1938 : Who Killed Gail Preston? : Cliff Connolly
- 1938 : Start Cheering : Coach Burns
- 1938 : When G-Men Step In : G-Man Theodore Neale
- 1938 : Miss Catastrophe (There's Always a Woman) : Officier Fogarty
- 1938 : Extortion : Flashlight
- 1938 : Ankles Away
- 1938 : The Main Event : Lefty
- 1938 : Vous ne l'emporterez pas avec vous (You Can't Take It with You) de Frank Capra : Reporter
- 1938 : The Lady Objects : Radio Announcer
- 1938 : Home on the Rage
- 1938 : Federal Man-Hunt : Hawlings
- 1939 : Homicide Bureau : Blake
- 1939 : St. Louis Blues : Publicity Man
- 1939 : The Sap Takes a Wrap : Shériff (non crédité)
- 1939 : I'm from Missouri : Band Leader
- 1939 : Capitaine Furie (Captain Fury) : Garde
- 1939 : Le Roi des reporters (The Housekeeper's Daughter) de Hal Roach : Mobster
- 1939 : Monsieur Smith au Sénat (Mr. Smith Goes to Washington) : Reporter
- 1940 : The Lone Wolf Strikes : Drunk
- 1940 : Blondie on a Budget : Man Saying Dagwood May Be a Jerk
- 1940 : Le Lys du ruisseau (Primrose Path) : Gene 'Smith'
- 1940 : Son of the Navy : Burns
- 1940 : Tomboy : First Tramp
- 1940 : En croisière (Saps at Sea) : Officer
- 1940 : Gaucho Serenade (en) de Frank McDonald : Student
- 1940 : Girl from God's Country : Man at the dock
- 1940 : Capitaine Casse-Cou (Captain Caution) : Hatch
- 1941 : L'Homme de la rue (Meet John Doe) de Frank Capra : Mug